# جائزة نيوزيلندا الكبرى 1963
جائزة نيوزيلندا الكبرى 1963 هو سباق فورمولا 1 أقيم بتاريخ 5 يناير 1963 في أوكلاند، نيوزيلندا. حلّ البريطاني جون سورتيس أولا.